# FC Baník Ostrava
Az FC Baník Ostrava egy cseh labdarúgócsapat Ostravában, jelenleg a Cseh labdarúgó-bajnokság élvonalában szerepel.
Hazai mérkőzéseit a 17372 fő befogadására alkalmas Bazalyban játssza.

## Történelem
A klubot az SK Slezská Ostrava néven 1922. szeptember 22-én alapították. A csapat legelső szerelése piros-fehér csíkos mez volt, 1923 áprilisától fehér mezben és kék nadrágban szerepelnek. Első mérkőzésüket 1923. március 4-én játszották a jóval gazdagabb Slovan Ostrava tartalék csapatával.
Első nagyobb sikerüket 1954-ben érték el, amikor második helyen végeztek a csehszlovák bajnokságban. A Baník Ostrava aranykorszaka a 70-es, 80-as évekre datálódik. Ekkor hét alkalommal is első helyen végeztek az Intertotó kupában (1970, 1974, 1976, 1979, 1985, 1988, 1989). 1976-ban történetük első csehszlovák bajnoki címét ünnepelték, amit két másik követett (1980, 1981), e mellett hat alkalommal végeztek a második helyen (1954, 1979, 1982, 1983, 1989, 1990). A csehszlovák kupát háromszor hódították el (1973, 1978, 1991). Az 1978–1979-es KEK sorozatban az elődöntőig jutottak. 1989-ben megnyerték a Közép-európai kupát. 2004-ben első ízben, cseh bajnoki címet szereztek, ugyanebben az évben második helyen végeztek a cseh kupában, azonban rá egy évre, 2005-ben azt is sikerült megnyerniük.

## Csapatnév változások időrendben
Az FC Baník Ostrava elnevezései az évek során a következőképp alakultak:

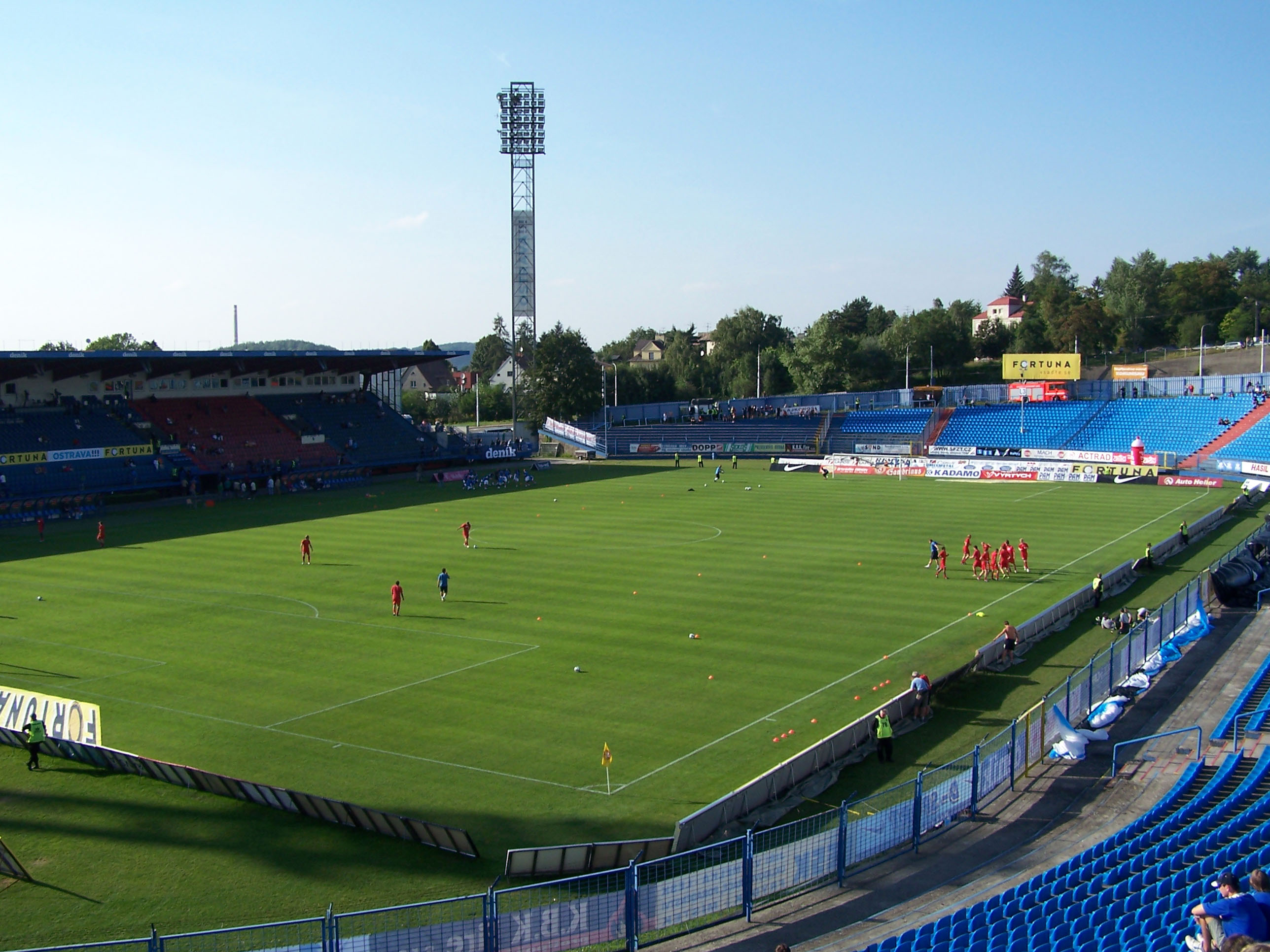
Bazaly, stadion

- 1922 — SK Slezská Ostrava (Sportovní klub Slezská Ostrava)
- 1945 — SK Ostrava (Sportovní klub Ostrava)
- 1948 — Sokol Trojice Ostrava
- 1951 — Sokol OKD Ostrava (Sokol Ostravsko-karvinské doly Ostrava)
- 1952 — DSO Baník Ostrava (Dobrovolná sportovní organizace Baník Ostrava)
- 1961 — TJ Baník Ostrava (Tělovýchovná jednota Baník Ostrava)
- 1970 — TJ Baník Ostrava OKD (Tělovýchovná jednota Baník Ostrava Ostravsko-karvinské doly)
- 1990 — FC Baník Ostrava (Football Club Baník Ostrava, a.s.)
- 1994 — FC Baník Ostrava Tango (Football Club Baník Ostrava Tango, a.s.)
- 1995 — FC Baník Ostrava (Football Club Baník Ostrava, a.s.)

## Sikerei
- Közép-európai kupa
  - 1. hely (1): 1989
- UEFA Intertotó Kupa
  - 1. hely (7): 1970, 1974, 1976, 1979, 1985, 1988, 1989
- Csehszlovák bajnokság
  - 1. hely (3): 1976, 1980, 1981
  - 2. hely (6): 1954, 1979, 1982, 1983, 1989, 1990
- Csehszlovák kupa:
  - 1. hely (3): 1973, 1978, 1991
  - 2. hely (1): 1979
- Gambrinus liga
  - 1. hely (1): 2004
- Cseh kupa:
  - 1. hely (1): 2005
  - 2. hely (2): 2004, 2006
- Kupagyőztesek Európa Kupája:
  - Elődöntős (1): 1979

## Keret
2012. július 24. szerint.
| #  |     | Poszt | Név                                           |
| -- | --- | ----- | --------------------------------------------- |
| 1  | CZE | K     | Jakub Andrejko                                |
| 3  | CZE | V     | Zdenko Kaprálik                               |
| 4  | CZE | KP    | Martin Lukeš (csk)                            |
| 5  | SVK | V     | Petr Mach                                     |
| 6  | CZE | KP    | Lukáš Droppa                                  |
| 8  | SVK | CS    | Tomáš Majtán (kölcsönben a Zilina csapatától) |
| 10 | CZE | CS    | Róbert Zeher                                  |
| 12 | SRB | KP    | Vladan Milosavljev                            |
| 13 | CZE | KP    | Martin Foltýn                                 |
| 14 | CZE | V     | Filip Kaša                                    |
| 15 | CZE | KP    | Antonín Fantiš                                |
| 16 | CZE | V     | Jan Zawada                                    |

| #  |     | Poszt | Név                                                  |
| -- | --- | ----- | ---------------------------------------------------- |
| 17 | CZE | KP    | Dalibor Vašenda                                      |
| 19 | CZE | V     | Michal Frydrych                                      |
| 20 | CRO | KP    | Davor Kukec                                          |
| 21 | CZE | KP    | Daniel Holzer                                        |
| 23 | CZE | K     | Antonín Buček                                        |
| 24 | CZE | V     | Oldřich Byrtus                                       |
| 25 | CZE | CS    | Václav Svěrkoš                                       |
| 26 | CZE | V     | Benjamin Vomáčka                                     |
| 27 | CZE | CS    | Dominik Kraut                                        |
| 28 | SVK | KP    | Ján Greguš                                           |
| 30 | CZE | K     | Michal Bárta (kölcsönben a Sigma Olomouc csapatától) |

## Külső hivatkozások
- Hivatalos weboldal (csehül)